# Haemaphysalis kitaokai
Haemaphysalis kitaokai är en fästingart som beskrevs av Harry Hoogstraal 1969. Haemaphysalis kitaokai ingår i släktet Haemaphysalis och familjen hårda fästingar. Inga underarter finns listade i Catalogue of Life.